# Leiko Ikemura
 (juillet 2024).
Leiko Ikemura (池村 玲子, Ikemura Reiko, stylisé en イケムラレイコ), née le 22 août 1951 à Tsu, dans la préfecture de Mie, au Japon, est une artiste japonaise.

## Biographie
Leiko Ikemura a émigré en Europe en 1972, après avoir terminé ses études de langues à l'université d'Osaka. Elle a passé sept ans en Espagne où elle a étudié l'art puis est partie pour la Suisse. Depuis 1985, elle vit et travaille à Cologne et enseigne depuis 1991 à l'université des arts de Berlin.
Le langage, ou mieux le dépassement des limites du langage joue un rôle fondamental dans le travail de Leiko Ikemura, que ce soit en peinture, sculpture, photographie ou dans les œuvres sur papier. Étroitement relié à la tradition asiatique, son processus artistique est une méditation permettant de faire émerger les images intérieures, de les laisser passer devant les yeux, de les faire disparaître, ou bien de les laisser prendre forme. Son monde imaginaire se meut dans l'espacement entre le connu et l'inconnu.
Leiko Ikemura donne beaucoup d'importance au point de départ anthropomorphe de la compréhension de toute matière corporelle. Des formes humaines, animales, végétales, minérales mais aussi architectoniques convergent, se fondent et se transforment au cours du processus de création artistique. La tendance de la figure humaine s'impose dans les dernières années aussi bien dans la sculpture que dans la peinture et le dessin.
Leiko Ikemura vit et travaille à Berlin et Cologne.

## Prix et récompenses
- 1983-1984 : Stadtzeichnerin in Nürnberg Résidence d'artiste invité par la ville de Nuremberg (D)
- 1996 ekwc - european ceramic workcentre, Bois-le-Duc (NL)
- 1998 ekwc - european ceramic workcentre, Bois-le-Duc, Résidence d'artiste (NL)
- 2001 Kritikerpreis bildende Kunst", Verband der deutschen Kritiker e. V. (D)
- 2002 Albers Foundation, Résidence d'artiste (États-Unis)

## Collections publiques
- Musée national d'art moderne, Centre Georges-Pompidou, Paris, France
- Kunsthaus de Zurich, Suisse
- Kunstmuseum (Bâle), Suisse
- Musée des beaux-arts de Berne, Suisse
- Abbaye de Tous-les-Saints, Museum zu Allerheiligen, Suisse
- Kunstmuseum Chur, Suisse
- Musée cantonal des beaux-arts de Lausanne, Suisse
- LaMobilière Suisse Collection d’art de la Société d'assurances, Suisse
- Musée des beaux-arts du Liechtenstein, Liechtenstein
- Musée régional de la Hesse, Allemagne
- Kunsthalle Nuremberg, Allemagne
- Kolumba, Musées ecclésiastiques, Allemagne
- Kunstsammlung Nordrhein-Westfalen, Düsseldorf, Allemagne
- Kunstmuseum Kloster Unser Lieben Frauen Magdebourg, Allemagne
- Museum Pfalzgalerie Kaiserslautern, Allemagne
- Sammlung Murken, Allemagne
- Sammlung der Deutschen Bank, Musée PalaisPopulaire, Berlin, Allemagne
- Sammlung Hoffmann, Berlin, Allemagne
- Albertina (musée) Vienne, Autriche
- Musée d'art de Linz, (Lentos Kunstmuseum Linz), Autriche
- Musée d'art moderne de Tokyo, Japon
- The Museum of Modern Art, Shiga, Japon
- Toyota Municipal Museum of Art, Toyota (Aichi), Japon
- Itabashi Art Museum, Japon
- Musée national d'art (Osaka), Japon
- Musée préfectoral des Beaux-arts de Tochigi, Japon
- Iwaki City Art Museum, Japon
- Hara Museum of Contemporary Art Tokyo, Japon
- Ulmer Museum, Ulm, Allemagne